# Deutsch-Französisches Institut

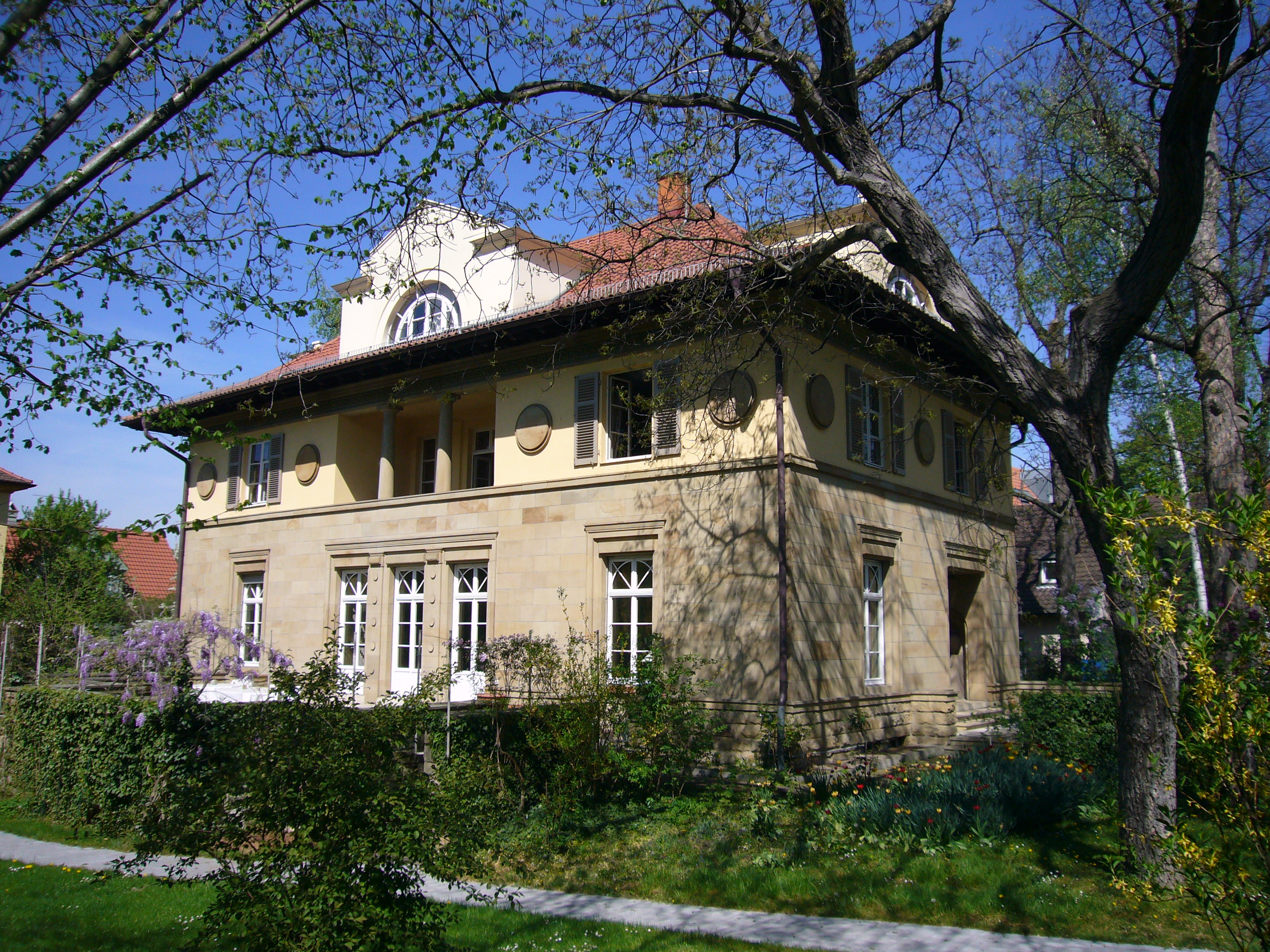
Villa Frischauer: Hauptsitz des Deutsch-Französischen Instituts in Ludwigsburg

Das Deutsch-Französische Institut (dfi) ist ein Forschungs- und Dokumentationszentrum für das gegenwärtige Frankreich und die deutsch-französischen Beziehungen in Trägerschaft des Auswärtigen Amtes, des Wissenschaftsministeriums Baden-Württemberg und der Stadt Ludwigsburg (Baden-Württemberg), das dort ansässig ist.

## Geschichte
Das Institut wurde 1948 in Ludwigsburg gegründet mit dem Ziel, „die deutsch-französische Verständigung auf allen Gebieten des geistigen und öffentlichen Lebens zu fördern“ (§ 1 der Satzung). Zu den Gründervätern des Instituts gehörten auf deutscher Seite Carlo Schmid, Theodor Heuss und Fritz Schenk, auf französischer Seite Joseph Rovan und Alfred Grosser. Der erste Direktor des Instituts war, von 1948 bis 1972, Fritz Schenk.
Von 1972 bis 2002 war Robert Picht Direktor des Instituts, unter seiner Leitung wurde im Jahr 1990 die Frankreich-Bibliothek des dfi in Ludwigsburg gegründet. Von 2002 bis 2024 war der Literaturwissenschaftler Frank Baasner Direktor des Instituts. Am 1. Februar 2024 hat der Volkswirtschaftler Marc Ringel die Leitung des dfi übernommen.

## Organisation
Das Institut hat die Rechtsform eines eingetragenen Vereins. An seiner Spitze steht ein Präsident. Seit 2020 ist Sylvie Goulard die Präsidentin des dfi. Das dfi hat heute rund 25 Mitarbeiter, darunter fünf wissenschaftliche Mitarbeiter.

### Präsidenten seit 1948
- 1948–1979: Carlo Schmid
- 1980–1983: Rainer Barzel
- 1985–1994: Rudolf v. Thadden
- 1994–2005: Kurt J. Lauk
- 2005–2020: Erwin Teufel
- Seit 2020: Sylvie Goulard

## Arbeitsschwerpunkte
Das Institut betreibt praxisbezogene Forschung und berät im Bereich der politischen, ökonomischen und sozialen Entwicklungen im gegenwärtigen Frankreich sowie zu Fragen der deutsch-französischen Beziehungen, insbesondere in den Themenfeldern Wirtschaftspolitik, Sozialpolitik, Europapolitik und „interkulturelle Kommunikation“. Dies findet überwiegend im Rahmen längerfristiger Projekte statt, etwa durch Veranstaltung von Fachkonferenzen und Seminare, Publikationen oder Hintergrundgespräche mit Medienvertretern. Leitgedanke dabei ist die Vernetzung zwischen Wissenschaft und Praxis. Die Projekte werden ganz oder teilweise aus Drittmitteln finanziert. Geldgeber sind gemeinnützige Stiftungen und Wirtschaftsunternehmen.
Darüber hinaus organisiert das Institut Seminare und Fortbildungsveranstaltungen für Studierende, Beamte und Journalisten aus Frankreich und Deutschland. Die wissenschaftlichen Mitarbeiter des Instituts nehmen Lehraufträge an in- und ausländischen Universitäten wahr.
Zielgruppe der Institutsarbeit sind Entscheidungsträger und Multiplikatoren aus Politik, Wirtschaft, Bildung und Medien, sowie die deutsche und französische Öffentlichkeit.

## Frankreich-Bibliothek

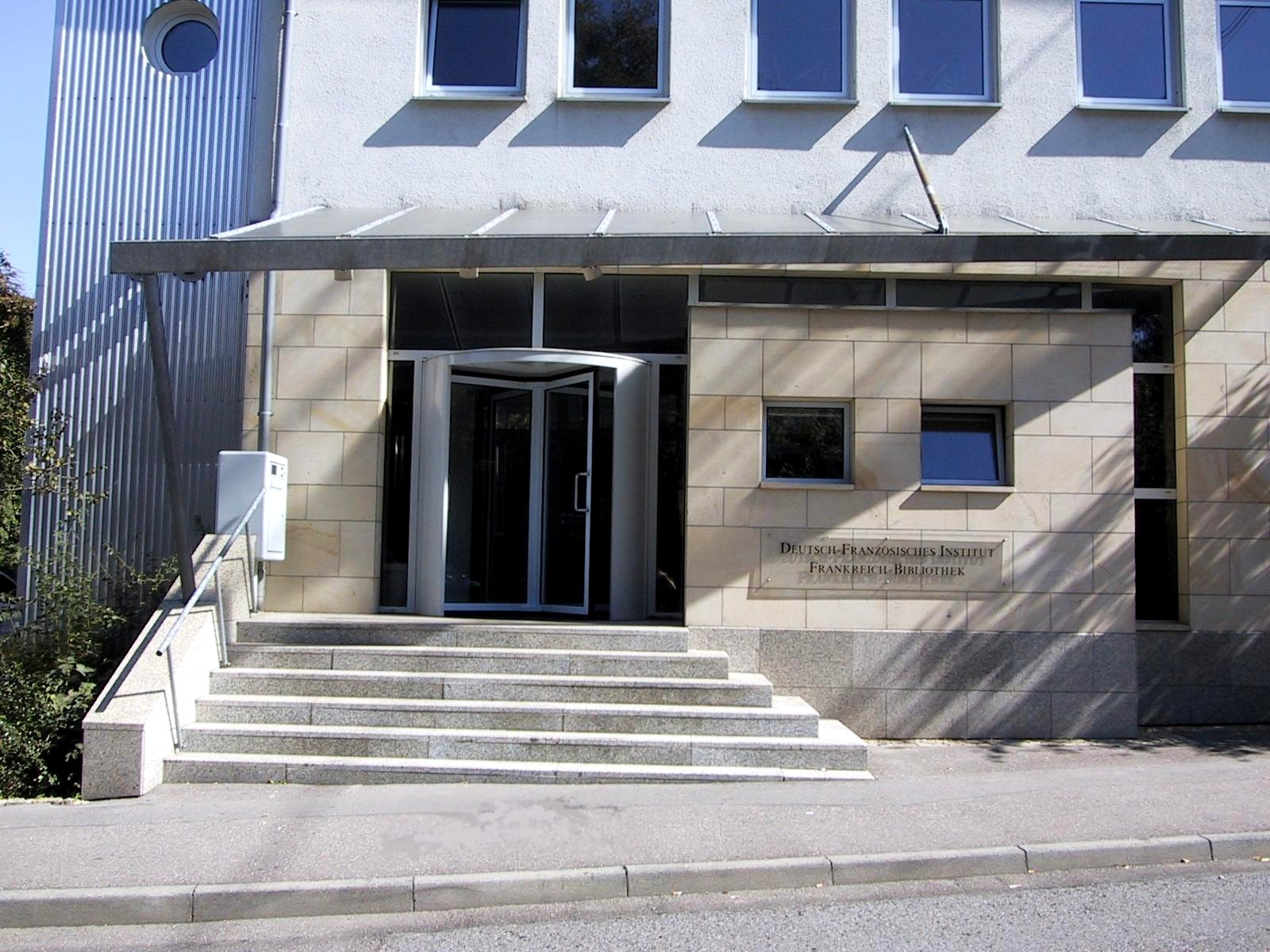
Die Frankreich-Bibliothek des Deutsch-Französischen Instituts in Ludwigsburg

Im Jahr 1990 wurde die Frankreich-Bibliothek des dfi gegründet. Sie ist eine öffentlich zugängliche, wissenschaftliche Spezialbibliothek mit den Sammelschwerpunkten Frankreich der Gegenwart und deutsch-französische Beziehungen. Der überwiegend sozialwissenschaftlich-zeitgeschichtlich ausgerichtete Bestand der Bibliothek umfasst etwa 42.000 Bände. Dazu kommt ein seit den 1970er Jahren systematisch gepflegtes Pressearchiv mit etwa 600.000 Artikeln. Seit Sommer 2009 ist das Pressearchiv online.
Das dfi ist, vertreten durch seine Frankreich-Bibliothek, Mitglied im Fachinformationsverbund Internationale Beziehungen und Länderkunde, in dessen Rahmen es sich an der Pflege und dem Betrieb der Datenbasis World Affairs Online (WAO) beteiligt. Der gesamte Literaturbestand (auch Einzelbeiträge aus Zeitschriften und Sammelwerken) der Bibliothek ist in dieser Datenbasis elektronisch erschlossen und über den Online-Katalog der Bibliothek sowie weitere regionale und überregionale Online-Kataloge recherchierbar. Die Frankreich-Bibliothek ist assoziiertes Mitglied im Südwestdeutschen Bibliotheksverbund (SWB).
Um Nachwuchswissenschaftlern aus dem In- und Ausland längere Forschungsaufenthalte in Ludwigsburg zu ermöglichen, bietet das dfi ein Stipendienprogramm an.